# 伊勢町 (名古屋市)
伊勢町（いせまち）は、愛知県名古屋市中区にあった地名。現在の丸の内三丁目・錦三丁目の各一部に相当する。1丁目から5丁目が設定されていた。

## 地理
名古屋市中区中央部に位置していた。東は京町4丁目・東魚町1丁目・梅枝町1丁目・大津町4丁目・東桜町1丁目、西は呉服町1丁目・京町3丁目・呉服町2丁目・西魚町3丁目・研屋町3丁目・桜町3丁目、南は宮町3丁目・4丁目、北は南外堀町9丁目・10丁目に接していた。

## 歴史

### 地名の由来
伊勢町の由来ははっきりしないが、練屋町は在清須時代に練屋・絹屋が多く住んでいたことから由来するとも、練飴屋が住んでいたことに由来するともいう。

### 沿革
- 清洲越し以前には清須城下の町であり、城の西に伊勢町として所在したという[3]。また、練屋町も同様に城の西に所在した[4]。
- 慶長15年頃 - 清須越しにより、伊勢町筋の北端、京町筋から杉ノ町町筋までの2丁間の町として成立[3]。移転年月については、万治3年の火災の際に記録が焼失したために不明であるという[3]。また、練屋町はその南隣の杉ノ町筋から伝馬町筋までの2丁をいった[4]。
- 安永4年12月 - 伊勢町に住む料理人と芸子あがりの心中事件があったが、男性のみ死亡したという[2]。
- 明治4年9月29日 - 練屋町の全域を編入[1]。
- 1878年（明治11年） - 名古屋区成立に伴い、同区伊勢町となる[3]。
- 1889年（明治22年） - 名古屋市成立に伴い、同市伊勢町となる[3]。
- 1908年（明治41年）4月1日 - 東区成立に伴い、同区伊勢町となる[1]。
- 1944年（昭和19年）2月11日 - 栄区成立に伴い、同区伊勢町となる[1]。
- 1945年（昭和20年）11月3日 - 栄区廃止に伴い、中区伊勢町となる[1]。
- 1966年（昭和41年）3月30日 - 住居表示実施に伴い、伊勢町1～4丁目が丸の内三丁目、伊勢町4～5丁目が錦三丁目に編入され、消滅[1]。

## 人物

### 伊勢町
- 太田伝左衛門

惣町代
- 鍛冶屋与助
- 吉沢審一

盲人支配頭。文化5年海東郡日置村（現愛西市日置町）生まれ。名古屋の中村検校、京都の藤田検校に師事した。
- 小崎甲子

女性初の黒帯を許された柔道家

### 練屋町
- 岡田徳右衛門

呉服物問屋経営。
- 白木屋甚右衛門

京都二条通にある呉服物問屋井筒屋の支店経営。